# Лодейное Поле (станция)
Лодейное Поле — участковая станция в городе Лодейное Поле (Ленинградская область). Является узлом трёх направлений: на Санкт-Петербург, Мурманск и Янисъярви.

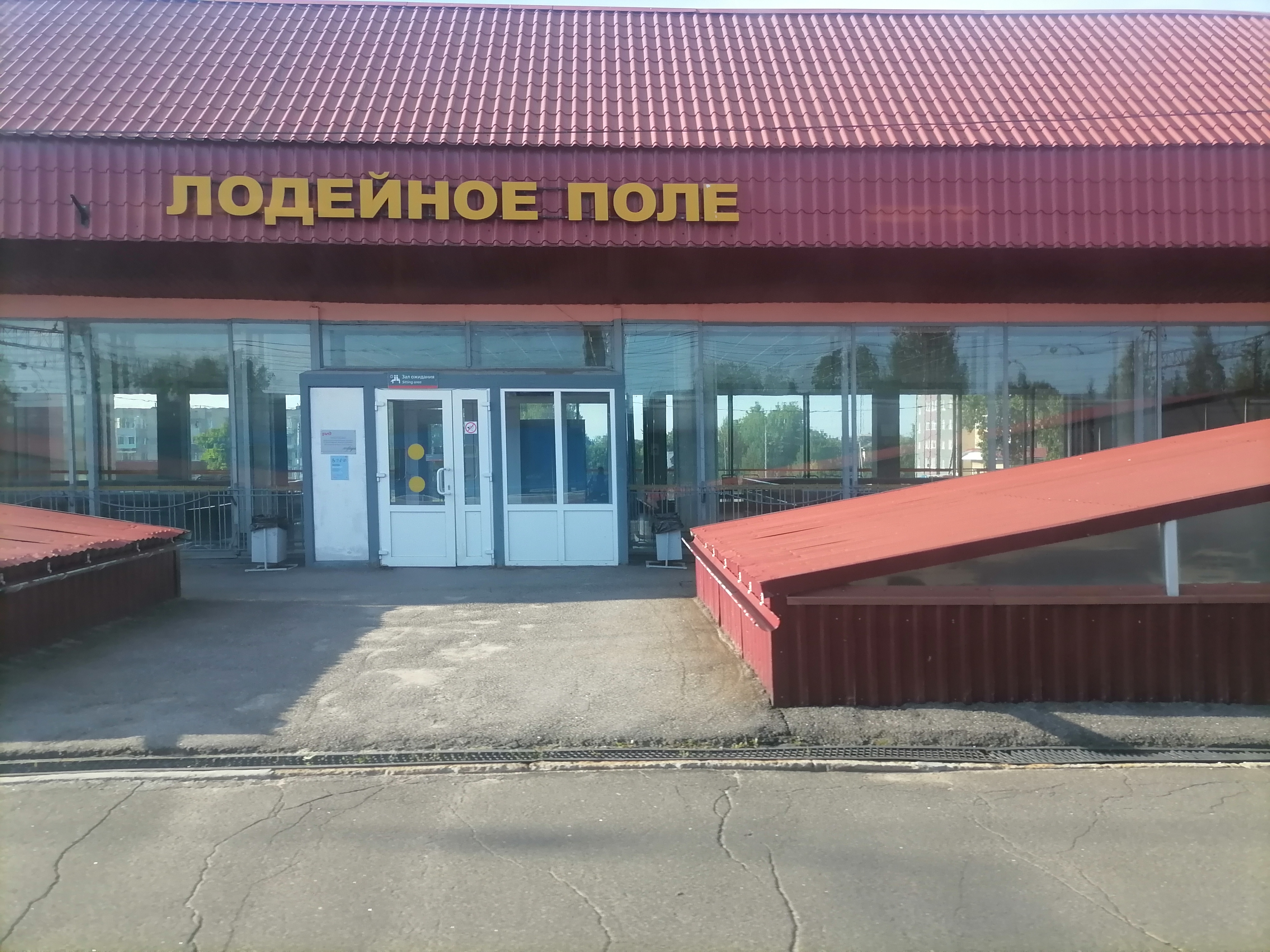
2023

Станция относится к Волховстроевскому региону Октябрьской железной дороги. Через станцию ежедневно следует от 4 до 10 пар пассажирских поездов дальнего следования (интенсивность меняется в зависимости от сезона).
Пригородное сообщение через станцию: электропоезда сообщением Санкт-Петербург-Финляндский — Свирь, Волховстрой I — Свирь, Волховстрой I — Лодейное поле, а также пригородный дизель-поезд РА3 по маршруту Лодейное поле — Сортавала.

## История

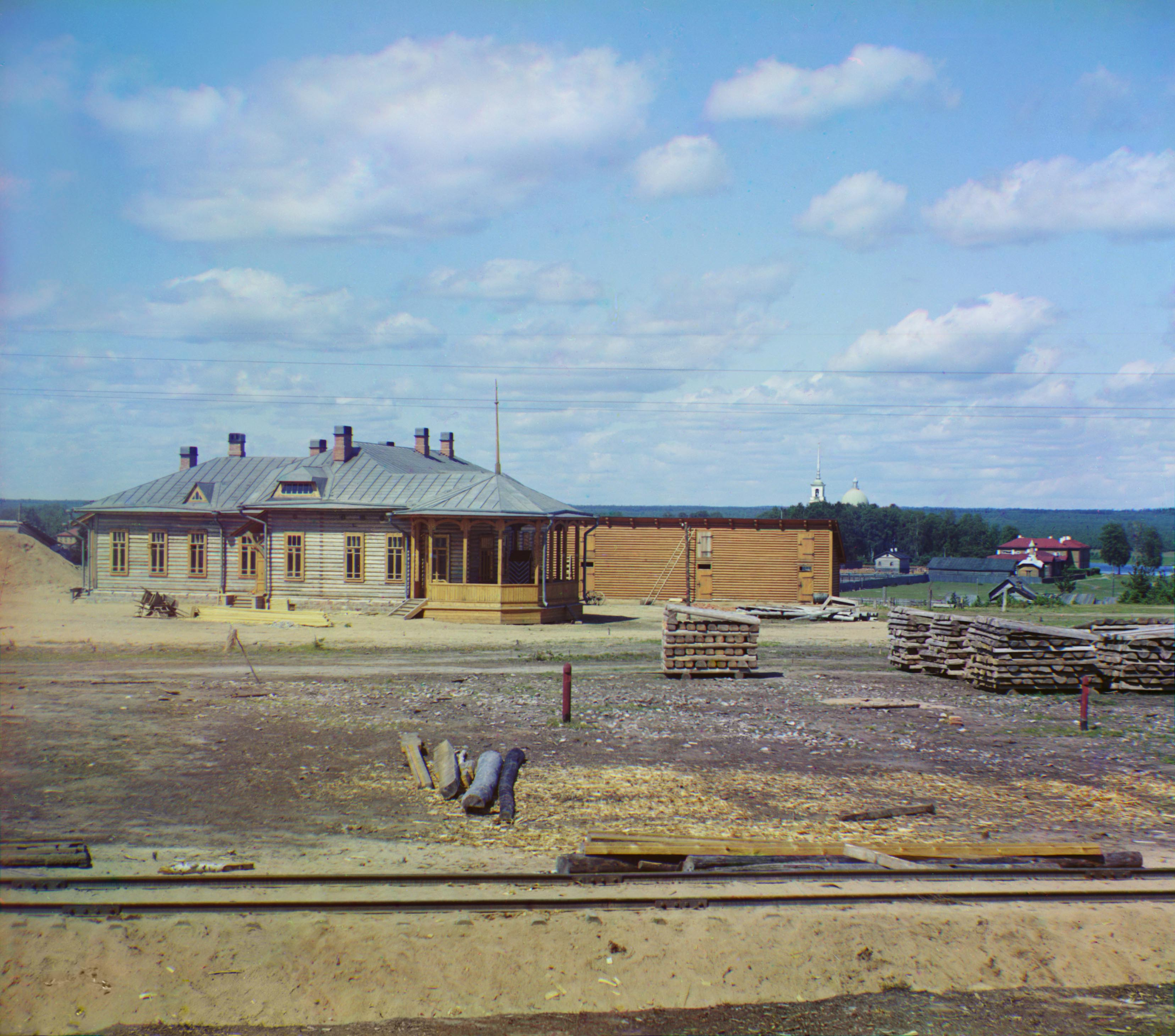
Железнодорожная станция Лодейное Поле
Фотография С. М. Прокудина-Горского, 1916 год

Первый пассажирский поезд на станцию прибыл 30 декабря 1915 года из Званки.
По линии Лодейное Поле — Янисъярви до февраля 2011 года ежедневно курсировала одна пара грузо-пассажирских поездов, по август 2011 года он курсировал в категории местных поездов, с сентября 2011 года он отменён, в феврале 2012 года восстановлен как пригородный поезд с сообщением до Питкяранты, но в августе 2014 года снова отменён.

## Дальнее сообщение
| Круглогодичное обращение поездов | Круглогодичное обращение поездов | Круглогодичное обращение поездов | Круглогодичное обращение поездов |
| № поезда                         | Маршрут движения                 | № поезда                         | Маршрут движения                 |
| -------------------------------- | -------------------------------- | -------------------------------- | -------------------------------- |
| 11                               | Петрозаводск — Санкт-Петербург   | 12                               | Санкт-Петербург — Петрозаводск   |
| 15 «Арктика»                     | Мурманск — Москва                | 16 «Арктика»                     | Москва — Мурманск                |
| 17 «Карелия»                     | Петрозаводск — Москва            | 18 «Карелия»                     | Москва — Петрозаводск            |
| 21                               | Мурманск — Санкт-Петербург       | 22                               | Санкт-Петербург — Мурманск       |
| 65                               | Мурманск — Минск                 | 66                               | Минск — Мурманск                 |
| 91                               | Мурманск — Москва                | 92                               | Москва — Мурманск                |
| 803 «Ласточка»                   | Петрозаводск — Санкт-Петербург   | 804 «Ласточка»                   | Санкт-Петербург — Петрозаводск   |
| 805 «Ласточка»                   | Петрозаводск — Санкт-Петербург   | 806 «Ласточка»                   | Санкт-Петербург — Петрозаводск   |
| 819 «Ласточка»                   | Петрозаводск — Псков             | 820 «Ласточка»                   | Псков — Петрозаводск             |

| Сезонное обращение поездов | Сезонное обращение поездов | Сезонное обращение поездов | Сезонное обращение поездов |
| № поезда                   | Маршрут движения           | № поезда                   | Маршрут движения           |
| -------------------------- | -------------------------- | -------------------------- | -------------------------- |
| 225                        | Мурманск — Адлер           | 226                        | Адлер — Мурманск           |
| 241                        | Мурманск — Москва          | 242                        | Москва — Мурманск          |
| 285                        | Мурманск — Новороссийск    | 286                        | Новороссийск — Мурманск    |
| 293                        | Мурманск — Анапа           | 294                        | Анапа — Мурманск           |